# Sull'equitazione
L'arte della cavalleria (Περὶ ἱππικῆς), scritto nel 350 a.C. circa da Senofonte è probabilmente uno dei primi trattati sull'equitazione nel mondo occidentale. In quest'opera, Senofonte illustra la selezione, la gestione e l'addestramento dei cavalli, sia per uso militare che per lavoro. Una delle qualità più importanti del cavallo, scrive Senofonte, è di avere una schiena muscolosa. L'importanza di questa caratteristica anatomo-funzionale è stata recentemente rivalutata.
Il trattato di Senofonte è anche considerato uno dei primi lavori che descrivono i principi del dressage classico, compreso la raccomandazione di utilizzare una tecnica di addestramento senza dolore.

## Composizione

### Parte I: Scegliere un cavallo giovane
Senofonte descrive come esaminare un cavallo per acquistarlo come cavallo da guerra. Insiste soprattutto sulla mancanza di zoppìa. Le sue raccomandazioni comprendono:
- Uno zoccolo con una muraglia spessa, e un fettone sollevato dal suolo.
- Pastorali non eccessivamente verticali, perché infastidiranno il cavaliere e tenderanno maggiormente ad indolenzirsi, e non troppo lunghi o troppo corti, perché urteranno il terreno al galoppo e potrebbero ferirsi sulle rocce.
- Pastorali robusti
- Buona flessibilità del ginocchio, per ridurre il rischio che il cavallo inciampi o cada
- Anteriori robusti e muscolosi
- Petto ampio, sia per questioni estetiche che per ridurre il rischio di interferenza fra gli arti
- Collo ad impianto e postura alta. Senofonte riteneva che questo permettesse al cavallo una migliore visione frontale, e che lo rendesse anche meno capace di prendere la mano al cavaliere, essendogli più difficile abbassare la testa.
- Una testa ossuta con una mascella piccola, una bocca morbida, e occhi prominenti per una buona vista
- Narici larghe, per una buona respirazione e un aspetto più focoso
- Un grande criniera e orecchie piccole
- Garrese alto, per rendere più facile montare al cavaliere e per fornire una solida connessione fra la spalla e il corpo
- Una "doppia schiena" (un dorso muscoloso), più morbida e più comoda, oltre che più bella
- Un fianco profondo e arrotondato, che permette al cavaliere di stare sul cavallo più facilmente, e al cavallo di digerire meglio
- Lombi ampi e corti, che permettono al cavallo di sollevare gli anteriori e di caricare i posteriori (Senofonte descrive con queste parole la capacità di riunione) e che sono più forti dei lombi lunghi.
- I posteriori dovrebbero essere muscolosi e solidi, per favorire la velocità
- I garretti e gli stinchi dovrebbero essere ben separati, in modo che il cavallo stia piazzato su una base larga, permettendogli un migliore equilibrio e un portamento più fiero
- Non dovrebbe avere testicoli voluminosi

Senofonte suggerisce al lettore di valutare i pastorali del puledro giovane, per prevedere la sua altezza.
È interessante notare che molti dei suggerimenti di Senofonte sono ancora seguiti nel momento di scegliere un cavallo agonistico.

### Parte II: Domare il puledro
Senofonte innanzitutto raccomanda di non perdere il proprio tempo e di non mettere a rischio la propria sicurezza tentando di domare personalmente un puledro.
Prima di consegnarlo all'addestratore, il proprietario dovrebbe assicurarsi che il cavallo abbia un buon carattere e sia di natura gentile. Il cavallo deve avere fiducia nella gente, sapendo che gli fornisce acqua e cibo. Se tutto è stato fatto in modo corretto, il giovane puledro dovrebbe crescere amando le persone. Lo stalliere dovrebbe dargli delle pacchette e delle grattatine, in modo che apprezzi la compagnia dell'uomo, e dovrebbe portare il puledro in mezzo alla folla, per abituarlo a immagini e a suoni inconsueti. Se il puledro è spaventato, lo stalliere deve rassicurarlo piuttosto che punirlo, e insegnare al cavallo che non c'è niente da temere.

### Parte III: Scegliere un cavallo più adulto
Senofonte scrive che queste note intendono proteggere il lettore da eventuali truffe.
Innanzitutto occorre stabilire l'età del cavallo. Per farlo, Senofonte raccomanda al lettore di esaminarne la dentatura. Se il cavallo ha perso tutti i suoi denti da latte (segno che ha più di cinque anni), l'autore sconsiglia il lettore di acquistarlo.
Il cavallo poi dev'essere imbrigliato, per assicurarsi che accetti il morso, e montato, per confermare che stia fermo mentre il cavaliere sale. Poi dev'essere cavalcato allontanandosi dalla stalla, per verificare che sia disponibile a lasciare gli altri cavalli.
La morbidezza della bocca del cavallo dev'essere verificata eseguendo una volta in entrambe le direzioni. Poi in cavallo dev'essere fatto galoppare, fermato bruscamente, e girato nella direzione opposta per vedere se risponde bene alle redini. Senofonte suggerisce al lettore di accertarsi che il cavallo sia docile alla frusta, perché un cavallo non sottomesso sarà anche disobbediente, cosa particolarmente pericolosa in battaglia.
Se s'intende usare un cavallo in battaglia, devono essere fatti saltare fossi e muretti, andare su e giù da alti argini, e dev'essere anche fatto galoppare su e giù da ripidi pendii. Queste prove devono essere eseguite per verificare il suo coraggio e l'assenza di zoppia. Tuttavia, Senofonte raccomanda al lettore di non rifiutare un cavallo che non fornisce con facilità queste prestazioni, perché si tratta con ogni probabilità di inesperienza piuttosto che di incapacità, e se il cavallo è addestrato bene impara rapidamente a fornire queste prestazioni con facilità. Mette tuttavia in guardia riguardo a un cavallo che sia nervoso, ombroso o viziato, perché si tratta di animali assolutamente inadatti all'uso militare.
Senofonte conclude che un buon cavallo da guerra dovrebbe essere esente da zoppia, gentile, veloce e soprattutto ubbidiente.

### Parte IV: La cura del cavallo
Il cavallo dovrebbe essere ospitato in una stalla dove può essere controllato con facilità dal responsabile. Questo permette al responsabile di accertarsi che l'animale stia ricevendo le cure appropriate, per prevenire il furto dei suoi alimenti, e per controllare se sparpaglia il cibo. Senofonte riteneva che se il cavallo sparpaglia il suo cibo, mostra i segni di un eccesso di sangue, richiede l'assistenza del veterinario, è sovraffaticato e ha bisogno di riposo oppure soffre di indigestione o di qualche altra malattia. Sottolinea che questo sintomo dev'essere valorizzato come un segno precoce di malattia, che può essere quindi diagnosticata e trattata in fase iniziale.
Senofonte sottolinea anche l'importanza di attenzioni per i piedi del cavallo. La pavimentazione della stalla non dovrebbe essere umida né scivolosa, e dovrebbe essere fatta di ciottolato in canali inclinati, con ciottoli delle dimensioni dello zoccolo di un cavallo. Lo spazio davanti alla stalla dovrebbe essere fatta di ciottoli sciolti, per rinforzare gli zoccoli del cavallo, circondati da un bordo di ferro per impedire che si disperdano. Queste superfici hanno lo scopo di rinforzare la muraglia, il fettone, e la suola degli zoccoli.
Lo stalliere dovrebbe strigliare ogni mattina il cavallo, dopo che ha mangiato, e dovrebbe slegarlo appena ha finito di mangiare. 
Per pulire un cavallo, bisogna prendere una striglia, e con piccoli cerchietti fatti sul pelo smuovere la terra e lo sporco. Poi, con una brusca dalle setole lunghe e dure, usata nel senso del pelo dal collo verso la groppa, togliere lo sporco smosso dalla striglia. Poi, va passata la brusca morbida sul muso, senza toccare la froge, che va pulita con una spugnetta bagnata. Poi, bisogna prendere lo zoccolo del cavallo, mettendoci con la faccia rivolta verso la coda, massaggiare il tendine e fare con la bocca "la rana". Passiamo poi l'uncinetto nei solchi, e puliamo con lo spazzolino, anche la corona. 
La bocca dev'essere curata e resa morbida con l'applicazione di olio.

### Parte V: Governo del cavallo
Lo stalliere dev'essere ben addestrato. Non dovrebbe legare la cavezza alla mangiatoia in modo che il cavallo urti con la testa sulla mangiatoia e si ferisca. Questo tipo di lesioni lo rendono più difficile da trattare nel momento in cui viene imbrigliato o governato. Dovrebbe invece legare il cavallo più in alto della sua testa, in modo che, quando il cavallo alza la testa, allenti la fune piuttosto che tenderla.
Lo stalliere dev'essere istruito a pulire la stalla ogni giorno. Deve applicare una museruola al cavallo ogni volta che il cavallo è portato fuori per essere governato o spostato, o comunque quando è condotto senza morso, in modo che il cavallo non possa mordere, evitando al cavallo questo antipatico vizio.
Lo stalliere deve pulire per prima la testa e la criniera, e poi procedere verso il basso del corpo. Il pelo dev'essere spazzolato prima contropelo, per portare in superficie la sporcizia, e poi nella direzione del pelo, per rimuoverla. Tuttavia, la schiena non dev'essere mai toccata con una spazzola, ma lo stalliere deve usare solo le mani per pulirla, procedendo nella direzione del pelo, in modo che l'area dove siede il cavaliere non sia mai irritata.
La testa dev'essere pulita soltanto con acqua, perché è ossuta e sarebbe  irritata. Senofonte nota che il ciuffo ripara gli occhi da materiali irritanti. La coda e la criniera dovrebbero essere lavate, per farle crescere in lunghezza, visto che la coda è utilizzata per allontanare gli insetti e la criniera può essere afferrata dal cavaliere con maggiore facilità se è lunga. Senofonte nota anche che la criniera e la coda sono l'orgoglio del cavallo, e che una giumenta non si lascia montare facilmente da un asino, a meno che la sua criniera non sia tagliata.
Suggerisce di non lavare le gambe, perché gli zoccoli sono danneggiati dal lavaggio quotidiano, ma semplicemente di sfregarle con le mani. Anche il ventre non dev'essere lavato, non solo perché la cosa infastidisce il cavallo, ma anche perché un ventre pulito raccoglie maggiormente la sporcizia, e subito quest'area sarebbe nuovamente sudicia.

### Parte VI: Governare e imbrigliare il cavallo in modo corretto e sicuro
Lo stalliere dev'essere rivolto verso la parte posteriore del cavallo mentre lo governa, e tenersi alla larga dalla gamba del cavallo, vicino alla scapola, per non essere morso né colpito con il ginocchio. Deve sempre evitare di avvicinarsi al cavallo direttamente da davanti o da dietro, perché il cavallo può facilmente sopraffarlo impennandosi. Quindi, il lato del cavallo è il posto più sicuro per stare.
Lo stalliere dovrebbe pulire lo zoccolo sollevandolo e piegando il pastorale verso l'alto.
Conducendo un cavallo alla longhina, lo stalliere non dovrebbe stargli davanti. Questo gli impedisce di mettersi al riparo, e permette al cavallo di fare tutto ciò che vuole.  Ma non dev'essere nemmeno il cavallo ad andare avanti, perché può causare facilmente problemi o può girarsi improvvisamente per affrontare il conduttore. Quindi, la cosa migliore è condurre il cavallo di lato, perché sarà più controllabile, ed inoltre è la posizione più comoda per salirgli in groppa rapidamente, quando se ne presentasse la necessità.
Per inserire il morso nella bocca di un cavallo, lo stalliere dovrebbe stargli a fianco, vicino, e sollevare la testiera nella sua mano destra mentre dirige il morso verso la bocca del cavallo con la sinistra. Se il cavallo rifiuta il morso, lo stalliere dovrebbe reggere il morso contro i denti del cavallo, e inserire il pollice sinistro nella sua bocca. Se il cavallo rifiuta ancora, lo stalliere dovrebbe premere il labbro del cavallo contro il suo dente canino, e questo gli farà aprire la bocca.
Senofonte suggerisce a questo punto che il morso non venga solo applicato prima di essere lavorato, ma anche prima di essere alimentato e quando è portato a casa dopo una cavalcata, in modo che non lo consideri una cosa antipatica.
Lo stalliere dovrebbe sapere come "dare la gamba" al modo Persiano, per aiutare il suo istruttore, che potrebbe essere una persona anziana, a montare.
Senofonte poi raccomanda che un cavallo non dovrebbe essere mai trattato con rabbia. Se il cavallo ha paura di qualcosa, gli si dovrebbe insegnare che non c'è niente da temere. Se questo non funziona, allora l'oggetto dev'essere toccato dal cavaliere prima di condurgli vicino il cavallo, con gentilezza. Picchiare l'animale fa solo aumentare la sua paura, e poi il cavallo assocerà il dolore con l'oggetto che lo allarmava.
Il cavaliere dovrebbe essere capace di montare da terra, perché non tutti i cavalli sono capaci di abbassare la schiena.

### Parte VII: Monta, assetto del cavaliere e addestramento
Per montare, il cavaliere dovrebbe afferrare la terza redine [probabilmente c'era una longhina per portare il cavallo] nella mano sinistra e tenerla morbida. Con la destra dovrebbe afferrare le redini, insieme ad un ciuffo di criniera, in modo da non tirare in bocca il cavallo al momento di montare. Il cavaliere non dovrebbe urtare il cavallo sulla schiena all'atto di montare, ma portare la gamba completamente al di sopra.
Il soldato dovrebbe essere in grado di montare non solo a sinistra, ma anche a destra, per cui se sta portando il cavallo con la sinistra e sta portando la lancia  con la destra, può montare a cavallo rapidamente quando se ne presenta la necessità (come in battaglia).
Appena montato, il cavaliere non dovrebbe sedersi sul cavallo come se fosse su una sedia, ma come se stesse in piedi a gambe larghe. Questo gli permetterà di sorreggersi con le cosce, e la posizione verticale gli permetterà di scagliare il giavellotto con più forza. La gamba dovrebbe stare rilassata dal ginocchio in giù, perché una gamba rigida ha maggiori probabilità di rompersi se urta su un ostacolo. Il corpo del cavaliere al di sopra del bacino dovrebbe essere elastico, per consentirgli di muoversi più agilmente in battaglia e per essere disarcionato più difficilmente se viene urtato. Il braccio sinistro del cavaliere dovrebbe essere tenuto contro il fianco, dandogli la maggiore libertà di movimento e una presa più salda sulle redini.
Il cavallo dovrebbe stare fermo e tranquillo quando il cavaliere è montato e mentre regola la lunghezza delle redini e impugna la lancia. Le redini devono essere robuste, ma non scivolose o spesse, in modo che il cavaliere possa impugnare la sua lancia nella mano sinistra insieme alle redini, se lo desidera.
Il cavaliere dovrebbe partire al passo, in modo che il cavallo non sia eccitato. Se il cavallo tiene la testa bassa, il cavaliere dovrebbe sollevare le mani, e se la tiene troppo alta, dovrebbe abbassarle. Poi il cavallo dovrebbe essere mandato al trotto.
Senofonte dà chiare istruzioni per come dare gli aiuti per la corretta partenza al canter o al galoppo. Comprendono la raccomandazione di dare al cavallo l'aiuto opportuno nel momento in cui la gamba opposta si sta muovendo in avanti, poiché la gamba del lato desiderato sta preparando a muoversi. Suggerisce anche di piegare il cavallo dal lato del galoppo desiderato.
Senofonte suggerisce di usare la volta per esercitare il cavallo, perché gli rende facile girare in ambedue le direzioni e rende i due lati del cavallo egualmente responsivi. Descrive anche un percorso ovalare, con un cerchio eseguito nelle girate e un tratto di galoppo nelle sezioni diritte. Tuttavia, osserva che nelle girate il cavallo va rallentato, perché è pericoloso compiere una girata stretta ad alta velocità, soprattutto quando il terreno è scivoloso. Nel riunire un cavallo, il cavaliere deve usare le redini meno possibile. Non dovrebbe cambiare l'inclinazione del suo corpo, perché potrebbe finire per cadere. Dopo che il cavallo ha finito la girata, dev'essere immediatamente spinto a un galoppo veloce. Questo lo aiuta a eseguire una carica, cosa che sarà utile in battaglia.
Il cavallo dev'essere fatto riposare brevemente, prima di chiedergli improvvisamente di galoppare alla maggior velocità possibile lontano dagli altri cavalli. Poi dev'essere fermato, girato e fatto galoppare indietro verso di loro.
Non si dovrebbe mai scendere da cavallo vicino ad altri cavalli o a un gruppo di persone, ma solo nel terreno dove ha lavorato.

### Parte VIII: Addestramento avanzato
In questa sezione, Senofonte tratteggia gli esercizi per l'addestramento avanzato del cavallo da guerra, compresi i salti e l'equitazione da campagna. Istruisce anche il cavaliere su come eseguire questi esercizi, in modo che sia il cavallo che il cavaliere siano ben addestrati, e più capaci di aiutarsi l'un l'altro nelle situazioni difficili.
A un cavallo poco addestrato, che non ha mai saltato, dovrebbe essere presentato un fossato, conducendolo con una longhina. L'addestratore dovrebbe superarla per primo, e poi tirare la longhina per incoraggiare il cavallo a seguirlo. Se non lo fa, dovrebbe essere usata delicatamente la frusta. Senofonte osserva che il cavallo non solo supererà l'ostacolo, ma lo salterà con un grande margine, e che in seguito non ci sarà bisogno della frusta per spingerlo a saltare ma basterà la vista di qualcuno che si avvicina da dietro.
Quando il cavallo salta in questo modo con tranquillità, può essere montato e condotto prima oltre piccoli fossati, e successivamente oltre fossati più larghi.
Quando il cavallo è sul punto di saltare, Senofonte raccomanda di usare lo sperone nel momento dello stacco, in modo che il cavallo usi l'intera muscolatura per saltare e faccia un salto più sicuro. Se non lo si fa, potrebbe urtare l'ostacolo con i posteriori.
Quando s'insegna a un cavallo a galoppare su o giù da un pendio ripido, dovrebbe farlo prima su un terreno morbido. Senofonte afferma che il lettore non dovrebbe preoccuparsi del fatto che il cavallo possa slogarsi una spalla nel galoppare in discesa.
Senofonte passa poi alla posizione del cavaliere. Per la partenza al galoppo, il cavaliere dovrebbe inclinarsi leggermente in avanti, per evitare che il cavallo gli sfugga da sotto. Rallentando, il cavaliere dovrebbe piegarsi leggermente indietro, cosa che ridurrà lo shock della brusca variazione di velocità. Senofonte suggerisce di allentare le redini e di afferrare la criniera saltando un fossato o salendo un pendio, in modo da non disturbare il cavallo in bocca. Scendendo da un pendio ripido, il cavaliere dovrebbe tenersi diritto, spostandosi indietro, e sostenere il cavallo con il morso.
Viene raccomandato di variare gli esercizi nel luogo e nella durata, in modo che il cavallo non si annoi.
Come esercizio per il cavaliere, per migliorare il suo assetto al galoppo su qualsiasi terreno, Senofonte raccomanda la caccia a cavallo. Se questo non è possibile, suggerisce che due cavalieri lavorino insieme, cacciandosi l'un l'altro. Il cavaliere che insegue dovrebbe avere giavellotti spuntati da lanciare all'altro.
Senofonte conclude questa sezione ripetendo la raccomandazione di essere gentili con il cavallo, e di punirlo solo se disobbedisce. Il cavallo diventerà più volenteroso, sapendo che l'obbedienza è apprezzata.

### Parte IX: Cavalcare il cavallo focoso e il cavallo pigro
Cavalcando un cavallo molto focoso, Senofonte raccomanda di disturbarlo il meno possibile. Dopo essere montato, il cavaliere dovrebbe stare fermo e rilassato per un tempo maggiore del solito, e chiedere al cavallo di partire con l'aiuto più leggero possibile. Dovrebbe iniziare con un'andatura lenta, e passare solo gradualmente ad andature più veloci. I segnali improvvisi avranno l'unico effetto di disturbare il cavallo.
Per fermare un cavallo focoso, il cavaliere deve farlo lentamente e tranquillamente, usando il morso con leggerezza per persuaderlo a rallentare. Un cavallo focoso sarà più soddisfatto se gli viene permesso di galoppare in linea retta, piuttosto che se gli vengono chieste continuamente delle girate, e dovrebbe essergli permesso di mantenere un'andatura a lungo, perché questo ha su di lui un effetto calmante e lo aiuterà a rilassarsi. Il cavaliere non dovrebbe chiedergli una serie di galoppi rapidi con l'intenzione di stancarlo, perché questo lo farà semplicemente arrabbiare. Il cavallo focoso dovrebbe essere sempre tenuto sotto controllo, perché non possa prendere la mano al cavaliere. Non dovrebbe essere mai fatto gareggiare con altri cavalli, perché questo lo renderà solo più difficile da gestire.
Di regola, un morso dolce è preferibile a un morso severo. Se viene usato un morso severo, dev'essere usato con tale delicatezza da sembrare un morso dolce.
Questi principi valgono ancora al giorno d'oggi.
Il cavaliere deve prestare particolare attenzione a mantenere un assetto tranquillo su un cavallo focoso, e di toccarlo il meno possibile, ad eccezione delle parti del corpo necessarie a mantenere un assetto solido.
L'addestratore non dovrebbe mai avvicinare un cavallo focoso se si sente nervoso, e dovrebbe evitare di avvicinargli oggetti che lo spaventano. Quando la battaglia sta per cominciare, la cosa migliore che il cavaliere può fare è fermare e far riposare il cavallo, e, se possibile, nutrirlo. Tuttavia, Senofonte suggerisce di non comprare cavalli eccessivamente focosi per usarli in battaglia.
Per i cavalli pigri, Senofonte suggerisce di utilizzare una tecnica che sia esattamente opposta a quella usata con i cavalli focosi.

### Parte X: Costruire un cavallo appariscente e consigli sull'imboccatura
Nella sezione successiva, Senofonte descrive come rendere un cavallo appariscente, con un portamento maestoso e nobile. È interessante, e molto più progredito rispetto al suo tempo, come lui suggerisca di non tirare sul morso né di usare gli speroni né la frusta per ottenere questo scopo, perché questo stile di monta produce il risultato opposto, ossia non fa che distrarre e spaventare l'animale e disgustarlo dall'essere cavalcato. Invece, Senofonte raccomanda fermamente di fare in modo che il cavallo gioisca di essere cavalcato. Dovrebbe essere addestrato a essere cavalcato con le redini lente, a tenere la testa alta e il collo arcuato e a scalpitare con gli anteriori, divertendosi ad essere montato.
Per ottenere questo risultato, Senofonte suggerisce che il cavaliere disponga di due morsi: uno più dolce, liscio e con cannoni larghi, ed uno più severo, con cannoni piatti e pesanti e con spigoli vivi. Quando il cavallo afferrerà il più severo, il dolore non gli piacerà, e lo lascerà. Il cavaliere può controllare la severità del morso, controllando la lassità della redine. Poi, quando il cavallo è montato con il morso più dolce, sarà grato della sua comodità, ed eseguirà i suoi movimenti con maggiore allegria ed esuberanza. I cannoni larghi del morso più dolce gli impediranno di afferrarlo.
Tutti i morsi dovrebbero essere flessibili, in modo che il cavallo, come farebbe con un morso rigido, non possa prenderlo fra i denti e tirare. Con un morso flessibile, il cavallo manterrà una bocca morbida perché non avrà niente da addentare, e lascerà cadere il morso nelle barre. Senofonte continua con la descrizione di un morso flessibile, con congiunzioni larghe e lisce, che si pieghi facilmente, e con molte parti infilate nell'assale, ma non tanto numerose da impaccarsi una con l'altra. Un morso rigido ha invece parti che non scivolano facilmente, ma premono una sull'altra.
Qualsiasi morso usi, il cavaliere nel girare dovrebbe tirare il morso abbastanza da ottenere una risposta, ma non tanto da far gettare la testa in alto al cavallo. Nell'istante in cui il cavallo solleva il collo in risposta alla trazione, il cavaliere deve cedere e ridurre la pressione come ricompensa. Quindi, quando il cavallo sta divertendosi ad arcuare il collo e a tenere la testa sollevata, il cavaliere non deve chiedere al cavallo una prestazione pesante, ma essere gentile, e se lo vuole concedere anche al cavallo un po' di riposo. Il cavallo allora prenderà un'andatura più rapida, perché al cavallo piace muoversi con un'andatura rapida, purché la richiesta non sia eccessiva.
Se il cavaliere chiede al cavallo di smettere di galoppare, e lo trattiene con il morso, il cavallo si riunirà, e solleverà il torace e gli anteriori. Ma non lo farà con naturale compiacenza, però, perché il cavallo è infastidito dall'essere trattenuto. Invece, se il fuoco del cavallo è acceso (ossia, se il cavallo ha energia e potenza), e il cavaliere allenta il morso, il cavallo procederà con orgoglio, con un atteggiamente statuario e con gambe flessibili. Non sarà solo volenteroso, ma più grande, focoso e magnifico.

### Parte XI: Creare un cavallo da parata
Un cavallo usato per parate e per sfilate pubbliche dovrebbe avere un grande impulso e un corpo potente. Nonostante alcuni pensino che gambe flessibili permettano al cavallo di impennarsi, la cosa non ha fondamento. Piuttosto, l'animale deve possedere reni elastiche, corte e forti (qui Senofonte si riferisce all'area fra le costole e le grasselle, cioè ai fianchi, più che alle reni). Allora il cavallo sarà in grado di porre i posteriori sotto di sé, e quando sarà sollevato con il morso si abbasserà sui posteriori e si solleverà con la parte anteriore del corpo, in modo da far vedere il suo intero addome fino al pene. Nel momento in cui il cavallo lo fa, il cavaliere dovrebbe rilassare le redini, in modo che il cavallo lo faccia di sua volontà.
Ci sono vari metodi per insegnare a un cavallo di impennarsi. Alcuni frustano il cavallo sotto i garretti, altri hanno un aiutante che corre di fianco al cavallo e lo colpisce sulle cosce. Tuttavia, Senofonte suggerisce un metodo più dolce, sfruttando il desiderio del cavallo di essere ricompensato per la sua obbedienza. Continua affermando che la prestazione del cavallo non sarà più bella di quella di un ballerino addestrato con la frusta e il pungolo, se viene costretto con  metodi coercitivi. Invece, il cavallo deve eseguire il movimento di sua iniziativa, in seguito al segnale del cavaliere.
Per ottenerlo, Senofonte dice, per esempio, di galoppare duramente finché il cavallo comincia a impennarsi e a mostrare il suo carattere, e in quel momento il cavaliere deve improvvisamente scendere e togliere il morso. Questa ricompensa lo indurrà, in seguito, a mettersi in mostra di sua volontà.
Se il conduttore di un cavallo così magnifico è un generale di cavalleria, e se il desiderio del cavallo di pavoneggiarsi e di procedere orgoglioso si unisce al minore movimento in avanti possibile (è possibile interpretare questa come la descrizione di un passage), in  modo che i cavalli del plotone possano seguirlo al passo, e il gruppo procede ad un'andatura né troppo veloce, né troppo lenta, non sarà solo il generale ad essere emozionante. Se questo evidenzia il fuoco e l'impulso dell'animale che nitrisce e sbuffa, l'intera compagnia sarà uno spettacolo emozionante.

### Parte XII: L'equipaggiamento da guerra
Nella sezione finale del suo trattato, Senofonte descrive l'equipaggiamento sia del cavallo che del cavaliere che si avviano alla battaglia. Per il cavaliere, menziona il fatto che il corsetto dev'essere della giusta misura, e raccomanda anche di usare un elmetto Beoziano. Raccomanda anche di indossare un bracciale, che protegga la mano sinistra (che regge le redini), l'avambraccio, il gomito, il braccio e la spalla. Il suo adattamento è ulteriormente discusso.
È poi discussa l'armatura del cavallo, che comprende una protezione per la fronte, un pettorale, e protezioni per le cosce. Viene anche raccomandato di proteggere il ventre del cavallo con un panno da sella. Anche le reni dell'animale devono essere protette.
Senofonte procede discutendo le sue armi preferite — la sciabola (makhaira) e due giavellotti di legno di corniolo — e spiega come lanciare bene il giavellotto dalla sella.